# Rumelia Wschodnia
Rumelia Wschodnia (bułg. Източна Румелия, tur. Rumeli-i Sarki) – dawne państwo autonomiczne na Bałkanach istniejące od 1878 do 1885 roku (formalnie do 1908). Stolicą kraju był Płowdiw.
Rumelię Wschodnią utworzono na mocy traktatu w Berlinie w 1878 roku. Zgodnie z jego postanowieniami kraj pozostawał formalnie prowincją osmańskiej Turcji, posiadał jednak szeroką autonomię wewnętrzną (stanowiącą faktycznie narzędzie bułgarskiej zwierzchności nad prowincją). Na czele kraju stał gubernator generalny.

## Gubernatorzy generalni
- gen. Arkadij Stołypin (1878 – 28 maja 1879)
- Aleko (Aleksandyr) Bogoridi (28 maja 1879 – maj 1884)
- Gawrił Krystewicz (maj 1884 – 6 września 1885)
- książę Aleksander I Battenberg (17 kwietnia 1886 – 7 września 1886)
- książę Ferdynand I Koburg (7 lipca 1887 – 5 października 1908)

6 września 1885 prowincję zajęły wojska bułgarskie. Na mocy podpisanego w Stambule układu Tofano zawartego 24 marca 1886 Turcja przekazała Księstwu Bułgarii całkowite zwierzchnictwo nad prowincją. Oficjalnie Rumelię Wschodnią włączono do Bułgarii w 1908 r.